# Vrbice (Karlovy Vary-i járás)
Vrbice (németül: Großfürwitz) község Csehországban a Karlovy Vary-i kerület Karlovy Vary-i járásában. Hozzá tartoznak Bošov (Poschau) és Skřipová (Krippau) települések.

## Története
Írott források elsőként 1384-ben említik. Szent Anna tiszteletére szentelt templomát 1890-ben építették.

## Népesség
A település népessége az elmúlt években az alábbi módon változott:
| Lakosok száma | 455  | 505  | 480  | 160  | 210  | 172  | 184  | 191  | 179  | 201  |
|               | 1869 | 1900 | 1921 | 1961 | 1980 | 2011 | 2016 | 2019 | 2021 | 2024 |